# Минимальная приемлемая норма прибыли
Mинимальная приемлемая норма прибыли (англ. minimum acceptable rate of return, общепринятое сокращение — MARR (МПНП)) —  это минимальная норма прибыли по проекту, который менеджер или компания готовы принять до начала проекта, учитывая его риск и альтернативные издержки другие проекты в бизнесе и инженерии. Синоним, наблюдаемый во многих контекстах, является минимальной привлекательной нормой прибыли.
Частота барьеров часто используется как синоним скорости отсечения, контрольных показателей и стоимости капитала. Он используется для проведения предварительного анализа предлагаемых проектов и обычно увеличивается с повышенным риском.

## Определение частоты препятствия
Частота барьеров обычно определяется путем оценки существующих возможностей в расширении операций, норма прибыли для инвестиций и других факторов, которые, по мнению руководства, имеют значение. В качестве примера предположим, что менеджер знает, что инвестирование в консервативный проект, такой как инвестиции в облигации или другой проект без риска, дает известную норму прибыли. При анализе нового проекта менеджер может использовать норму прибыли консервативного проекта как МПНП. Менеджер будет реализовывать новый проект только в том случае, если его ожидаемое возвращение превышает МПНП по крайней мере в рисковая премия нового проекта.
Риск премия также может быть привязана к ставке барьера, если руководство считает, что конкретные возможности по своей природе содержат больше риска, чем другие, которые могут быть реализованы с использованием тех же ресурсов. Общим методом оценки ставки барьера является применение метода дисконтированный денежный поток к проекту, который используется в моделях чистая приведённая стоимость. Коэффициент барьера определяет, насколько быстро стоимость доллара снижается во времени, что в скобках является важным фактором при определении периода окупаемости капитального проекта при дисконтировании прогнозной экономии и возвращении к текущим условиям. Большинство компаний используют 12-процентную ставку барьера, которая основана на том факте, что S&P 500 обычно дает доходность от 8% до 11% (в годовом исчислении). Компании, работающие в отраслях с более волатильными рынками, могут использовать несколько более высокую ставку, чтобы компенсировать риск и привлекать инвесторов.
Частота барьеров часто используется как синоним скорости отсечения, бенчмаркинг и стоимости капитала. Различные организации могут иметь несколько иные интерпретации, поэтому, когда несколько организаций например, стартап и венчурный капитал обсуждают возможность инвестирования в проект, важно, чтобы понимание обеих сторон для этой цели совместимы.

## Анализ проекта
Когда проект был предложен, он должен сначала пройти предварительный анализ, чтобы определить, имеет ли он положительную чистая приведённая стоимость с использованием ставки дисконтирования. МАР является целевым показателем для оценки инвестиций в проект. Это достигается путем создания схемы денежных потоков для проекта и перемещения всех транзакций на этой диаграмме в одну и ту же точку с использованием МПНП в качестве процентной ставки. Если результирующее значение в этой точке равно нулю или выше, тогда проект перейдет к следующему этапу анализа. В противном случае он отбрасывается. МПНП обычно увеличивается с повышенным риском.

## Типичные значения
МПНП часто разлагается на сумму следующих компонентов (диапазон типичных значений)
- Традиционная процентная ставка безрисковой процентной ставки для безрисковых кредитов: 3-5%
- Ожидаемые темпы инфляции: 5%
- Ожидаемое изменение темпа инфляции, если таковое имеется, в течение срока действия инвестиций: обычно взят на 0%
- Риск дефолта по кредиту: 0-5%
- Профиль риска конкретного предприятия: 0-50% и выше